# Renato Cortesi
Renato Dante Cortesi (Bergamo, 28 luglio 1939) è un attore, doppiatore, dialoghista e direttore del doppiaggio italiano.

## Biografia
Dopo avere frequentato la scuola del Piccolo Teatro di Milano, comincia giovanissimo l'attività di attore al Teatro Universitario in opere di Thornton Wilder, Jonesco e Mrozek. Nel 1966 a Roma collabora con Renzo Ricci.
Ha doppiato freuquentemente gli attori francesi Gérard Depardieu e André Dussollier. Ha anche prestato la voce a William Hurt in Brivido caldo e Stati di allucinazione, a Liam Neeson in Vite sospese, a Jeff Bridges in C'è un fantasma tra noi due, a Jean-Claude Dreyfus ne La nobildonna e il duca, e a Bill Daily nella serie Strega per amore. Tra gli attori doppiati Rutger Hauer, Brad Dourif, Dan Aykroyd, Geoffrey Rush, Burt Reynolds, Viggo Mortensen, Ben Kingsley, Jim Belushi in Una poltrona per due, Derek Jacobi ne Il gladiatore e Gene Hackman nel ridoppiaggio di Superman.
Ha inoltre doppiato personaggi della Disney: Lafayette ne Gli Aristogatti, Pippo nei cartoni degli anni ottanta, Tigro in Winnie the Pooh e il Primo Antenato in Mulan.
Cortesi è stato uno dei doppiatori più presenti nei film di Federico Fellini; in particolare nel film Roma ha doppiato Peter Gonzales, che interpretava Fellini da giovane.
È padre del direttore di doppiaggio Marco Cortesi e cugino della doppiatrice Isa Bellini.

## Filmografia
- Una cavalla tutta nuda, regia di Franco Rossetti (1972)
- Elena sì... ma di Troia, regia di Alfonso Brescia (1973)
- Il figlioccio del padrino, regia di Mariano Laurenti (1973)
- Nipoti miei diletti, regia di Franco Rossetti (1974)
- Cassiodoro il più duro del pretorio, regia di Oreste Coltellacci (1976)
- L'infermiera nella corsia dei militari, regia di Mariano Laurenti (1979)
- Concorde Affaire '79, regia di Ruggero Deodato (1979)
- Vai avanti tu che mi vien da ridere, regia di Giorgio Capitani (1982)
- Si ringrazia la regione Puglia per averci fornito i milanesi, regia di Mariano Laurenti (1982)
- Un delitto poco comune, regia di Ruggero Deodato (1988)
- La cena per farli conoscere, regia di Pupi Avati (2007)
- Sapore di te, regia di Carlo Vanzina (2014)
- Te lo dico pianissimo, regia di Pasquale Marrazzo (2018)

### Televisione
- Pronto emergenza, regia di Marcello Baldi (1980)
- Il banchetto di Platone, regia di Marco Ferreri – film TV (1989)
- Un figlio a metà, regia di Giorgio Capitani (1992)
- Il barone (1995)
- Leo e Beo, regia di Rossella Izzo (1998)
- Il bello delle donne, regia di Maurizio Ponzi (2002-2003)
- Il papa buono, regia di Ricky Tognazzi (2003)
- Ricomincio da me, regia di Rossella Izzo (2005)
- Provaci ancora prof!, regia di Rossella Izzo (2008)
- Don Matteo, regia di Giulio Base (2009)
- Un cane per due, regia di Giulio Base – film TV (2010)
- Preferisco il paradiso, regia di Giacomo Campiotti – miniserie TV (2010)
- Amanda Knox, regia di Robert Dornhelm – film TV (2011)
- Cenerentola, regia di Christian Duguay (2011)
- R.I.S. Roma 3 - Delitti imperfetti – serie TV (2012)
- Vita da Carlo, regia di Carlo Verdone e Arnaldo Cantinari (2021)
- L'Ora - Inchiostro contro piombo – serie TV (2022)

## Doppiaggio

### Film cinema
- André Dussollier in Melò, Parole, parole, parole..., Tre uomini e una culla, La piccola apocalisse, Vite rubate, Un cuore in inverno, Tanguy, Omicidio in Paradiso, Sta' zitto... non rompere, Due volte lei - Lemming, Due per un delitto, L'esplosivo piano di Bazil, Gli imperdonabili, L'erba cattiva, È andato tutto bene
- Gérard Depardieu in L'ultimo metrò, Temporale Rosy, Merci la vie - Grazie alla vita, Fort Saganne, Police, Je vous aime, Due, Voglio tornare a casa!, Tutte le mattine del mondo, Mio zio d'America, Uranus, Troppo bella per te!, Cento e una notte
- James Caan in Balordi & Co. - Società per losche azioni capitale interamente rubato $ 1.000.000, Bolero, Santa's Slay
- William Hurt in Stati di allucinazione, Brivido caldo
- Robert De Niro ne Il mio uomo è una canaglia
- Randall Duk Kim in Matrix Reloaded
- John Candy in Splash - Una sirena a Manhattan
- Robert Duvall in Phenomenon
- David Lynch in Fuoco cammina con me
- Douglas Rain in 2010 - L'anno del contatto
- Tom Selleck in Campione... per forza!
- F. Murray Abraham in Palle in canna
- Brad Dourif in La bambola assassina, La bambola assassina 3
- Michael Caine in Doppia coppia all'otto di picche, King of Thieves
- Larry Miller in Il professore matto, La famiglia del professore matto
- Denver John Collins in Doc
- Toshio Shiba in Godzilla - Furia di mostri
- Peter Gonzales in Roma
- Bo Hopkins in Fuga di mezzanotte
- Jacques Sernas in L'avaro
- Michael Biehn in Aliens - Scontro finale
- Peter Firth in Space Vampires
- Ralph Foody in Mamma, ho perso l'aereo, Mamma, ho riperso l'aereo: mi sono smarrito a New York
- Derek Jacobi in Il gladiatore
- Michael Guido in Mamma, ho perso l'aereo
- Michael Richards in Piccola peste
- Alfonso Arau in All'inseguimento della pietra verde
- Jim Broadbent in Brazil
- Bruce McGill in Una bionda per i Wildcats
- Bobcat Goldthwait in Scuola di polizia 3 - Tutto da rifare
- Geoffrey Scott in Il mattino dopo
- Sam McMurray in Arizona Junior
- Edward Herrmann in Affari d'oro
- Dean Stockwell in Una vedova allegra... ma non troppo
- Eric Idle in Suore in fuga
- Frederick Coffin in Detective coi tacchi a spillo
- Dennis Chan in Kickboxer 3 - Mani di pietra
- Beau Starr in Halloween 4 - Il ritorno di Michael Myers
- Alex Cord in Nome in codice: Alexa
- Michael Ironside in Free Willy - Un amico da salvare
- Ben Kingsley in Dave - Presidente per un giorno
- Burt Kwouk in Il figlio della Pantera Rosa
- Michael York in Uno yankee alla corte di re Artù
- John Badila in La signora ammazzatutti
- Kyle MacLachlan in Il tempo dei cani pazzi
- Arliss Howard in Amistad
- James Fox in Mickey occhi blu
- Bernard Fox in Titanic
- John Shrapnel in Troy
- Stellan Skarsgård in Angeli e demoni
- Liam Neeson in Vite sospese
- Geraldine Hooper in Profondo rosso
- Jeffrey Tambor in Il dottor Dolittle
- Rutger Hauer in L'amore e il sangue
- Lance Kinsey in Scuola di polizia 2 - Prima missione
- Judge Reinhold in Gremlins
- Lance Henriksen in Quinto potere, Madhouse
- Graham Greene in Die Hard - Duri a morire
- Roger Daltrey in Best
- Jean-Claude Dreyfus in La nobildonna e il duca
- Bernd Fischerauer in Amen.
- David Rasche in Oggi sposi... niente sesso
- Vincent Grass in Una diga sul Pacifico

### Film d'animazione
- Lafayette in Gli Aristogatti
- Mago di Oz ne Il mago di Oz
- Obelix e Caius Fapallidaugustus in Asterix e la grande guerra
- Ugo ne Il settimo fratellino[2]
- Carletto in Fritz il gatto (2ª ed.)
- Leccapiedi in Tom & Jerry - Il film
- Primo antenato in Mulan
- Wolf in Chi ha paura...?
- William Van Dort in La sposa cadavere
- Tigro in Troppo vento per Winny-Puh
- Ernest Renan in Dililì a Parigi

### Televisione
- Michael McKean in Alias
- Paul Lynde in Vita da strega
- Ed Begley Jr. in Meego
- John Larroquette in Payne
- Bill Daily in Strega per amore
- Gerrit Graham in L'incredibile Michael
- Gary Grubbs in Will & Grace
- Edward Fox in Shaka Zulu
- Adam West in Il pericolo è il mio mestiere
- John Karlen in New York New York
- David Abrams in Crime Story
- Marshall Bell in Good vs Evil
- Daniel Kelly in Memphis Beat
- Wren T. Brown in Whoopi
- Jeff Osterhage in Dragnet
- Charlie Barnett in Miami Vice
- Bill Clinton in JAG - Avvocati in divisa

### Serie animate
- Devilius ne Il piccolo Mozart
- Seymour Skinner in I Simpson (st.2-4)
- Stanley Hopson in Paradise Police (St. 1)
- Alan Ford in  Gulp! - I fumetti in TV[3]
- Voce Narrante in The Big Knights